# Hiep, hiep, hoera!

Hiep hiep hoera, 1888

Hiep, hiep, hoera! is een uitroep van vreugde. Het wordt massaal geroepen bij verjaardagen, na het zingen van Lang zal hij leven, als muzikaal eerbetoon ter ere van de koningin of bij een overwinning van een sportwedstrijd. Deze uitroep is in de negentiende eeuw uit het Engels overgenomen.

## Antisemitische duiding
In mei 2013 gaf auteur Sanne Terlouw in een tv-uitzending van talkshow Jinek aan dat in haar ogen hiep-hiep een antisemitische oorsprong heeft. Dit is gebaseerd op de veronderstelling dat "hiep, hiep" zou komen van "hep, hep". In 1819 vonden in Frankfurt am Main en langs de (Duitse) Rijn antisemitische studentenrellen plaats die bekendstaan als "hep-hep-rellen". Deze studenten kwamen uit Würzburg en hieven de kreet "hep, hep" aan bij hun aanvallen op joodse inwoners. Het is niet duidelijk waar deze kreet vandaan kwam, hierover bestonden zelfs in die tijd al verschillende theorieën.
Een daarvan legt de oorsprong van hep-hep bij de Romeinen toen zij Jeruzalem vernielden en dit als juichkreet zouden hebben geroepen met als aanvulling "Jeruzalem is vernietigd". Keizer Hadrianus (117 tot 138 A.D.) ontzegde de Joden de toegang tot de hoofdstad en probeerde de Joden tot onderwerping te dwingen. Voor de Romeinse Senaat zou ook hij deze Latijnse woorden hebben gesproken. De letters H, E en P zouden dan een acroniem zijn: H = Hierosolyma (Jeruzalem), E = est (is) en P = perdita (verloren, vernietigd, te gronde gericht, vergeten) waarop anderen riepen: "Hoera!". Voor dit verhaal bestaan geen serieuze bronnen, daarnaast zijn in het Latijn wel veel voorbeelden van afkortingen maar niet van acroniemen, zodat het ook niet erg aannemelijk lijkt.